# Olympisch kwalificatietoernooi voetbal 2012 (AFC mannen)
Het Olympisch kwalificatietoernooi voetbal 2012 (AFC mannen) bepaalde welke drie Aziatische landen zich kwalificeerden voor de Olympische Spelen 2012 in Londen.

## Eerste ronde
De 22 laagste geklasseerde teams speelden een thuis- en uitwedstrijd op 23 februari, 3 maart 2011, 8 maart, 9 maart , 11 maart en 21 maart 2011. De loting vond plaats op 20 oktober 2010.
| Team 1                       | Uitslag     | Team 2         | 1e wedstrijd | 2e wedstrijd |
| ---------------------------- | ----------- | -------------- | ------------ | ------------ |
| Thailand                     | 1–1 (6–5 p) | Palestina      | 1–0          | 0–1          |
| Jordanië                     | 3–0         | Chinees Taipei | 1–0          | 2–0          |
| Jemen                        | 3-0         | Singapore      | 2–0          | 1-0          |
| Koeweit                      | 5–0         | Bangladesh     | 2–0          | 3–0          |
| Maleisië                     | 2–0         | Pakistan       | 2–0          | 0–0          |
| Verenigde Arabische Emiraten | 10–1        | Sri Lanka      | 7–1          | 3–0          |
| India                        | 3–2         | Myanmar        | 2–1          | 1–1          |
| Oman                         | 7–2         | Tadzjikistan   | 4–1          | 3–1          |
| Indonesië                    | 1–4         | Turkmenistan   | 1–3          | 0–1          |
| Iran                         | 1–0         | Kirgizië       | 1–0          | 0–0          |
| Hongkong                     | 7–0         | Malediven      | 4–0          | 3–0          |

## Tweede ronde
De 11 winnaars van de eerste ronde vergezelden de 13 hogere geklasseerde teams en speelden een thuis- en uitwedstrijd op 19 en 23 juni 2011. De loting vond plaats op 30 maart 2011.
| Team 1        | Uitslag    | Team 2                       | 1e wedstrijd | 2e wedstrijd |
| ------------- | ---------- | ---------------------------- | ------------ | ------------ |
| Qatar         | 4-2        | India                        | 3-1          | 1-1          |
| Irak          | 5-0        | Iran                         | 3-0          | 2-0          |
| Bahrein       | 2-2 (u)    | Thailand                     | 1-1          | 1-1          |
| Australië     | 7-0        | Jemen                        | 3-0          | 4-0          |
| Japan         | 4-3        | Koeweit                      | 3-1          | 1-2          |
| Syrië         | 6-2        | Turkmenistan                 | 2-2          | 4-0          |
| Noord-Korea   | 1-2        | Verenigde Arabische Emiraten | 0-1          | 1-1          |
| Zuid-Korea    | 4-2        | Jordanië                     | 3-1          | 1-1          |
| Saoedi-Arabië | 6-1        | Vietnam                      | 2-0          | 4-1          |
| China         | 1-4 (n.v.) | Oman                         | 0-1          | 1-3          |
| Libanon       | 1-2        | Maleisië                     | 0-0          | 1-2          |
| Oezbekistan   | 3-0        | Hongkong                     | 1-0          | 2-0          |

## Derde ronde
De 12 winnaars van de tweede ronde zijn verdeeld in 3 groepen van 4. De winnaar van elke groep plaatst zich voor de Olympische Spelen 2012, terwijl de 3 nummers 2 zich plaatsen voor de play-off ronde.
De wedstrijden zijn ingepland voor 21 september 2011, 23 en 27 november 2011, 5 en 22 februari 2012 en 14 maart 2012. De loting vond plaats op 7 juli 2011.

### Groep A
| Team          | Gsp | GW | G | V | DV | DT | DS | Pts |
| ------------- | --- | -- | - | - | -- | -- | -- | --- |
| Zuid-Korea    | 6   | 3  | 3 | 0 | 8  | 2  | +6 | 12  |
| Oman          | 6   | 2  | 2 | 2 | 8  | 8  | 0  | 8   |
| Qatar         | 6   | 1  | 4 | 1 | 6  | 8  | -2 | 7   |
| Saoedi-Arabië | 6   | 0  | 3 | 3 | 4  | 8  | -4 | 3   |

|                               |                                     |         |      |                                                                                         |
| 21 september 2011 20:00 UTC+9 | Zuid-Korea                          | 2 - 0   | Oman | Changwon Football Center, Changwon Toeschouwers: 13.704 Scheidsrechter: Ravshan Irmatov |
| 21 september 2011 20:00 UTC+9 | Yoon Bit-Garam 24' Kim Bo-Kyung 74' | Verslag |      | Changwon Football Center, Changwon Toeschouwers: 13.704 Scheidsrechter: Ravshan Irmatov |

|                               |               |         |               |                                                                                                 |
| 21 september 2011 20:15 UTC+3 | Saoedi-Arabië | 1 - 1   | Qatar         | King Fahd International Stadium, Riyad Toeschouwers: 1.315 Scheidsrechter: Saeid Mozaffarizadeh |
| 21 september 2011 20:15 UTC+3 | Dagriri 12'   | Verslag | 89' Al Nahoyi | King Fahd International Stadium, Riyad Toeschouwers: 1.315 Scheidsrechter: Saeid Mozaffarizadeh |

|                              |                  |         |                   |                                                                           |
| 23 november 2011 19:00 UTC+3 | Qatar            | 1 - 1   | Zuid-Korea        | Al-Sadd Stadium, Doha Toeschouwers: 5.051 Scheidsrechter: Nawaf Shukralla |
| 23 november 2011 19:00 UTC+3 | Majid 43' (pen.) | Verslag | 68' Kim Hyun-Sung | Al-Sadd Stadium, Doha Toeschouwers: 5.051 Scheidsrechter: Nawaf Shukralla |

|                              |                          |         |               |                                                                                       |
| 23 november 2011 19:00 UTC+4 | Oman                     | 2 - 0   | Saoedi-Arabië | Sultan Qaboos Sports Complex, Masqat Toeschouwers: 5.000 Scheidsrechter: Mohsen Basma |
| 23 november 2011 19:00 UTC+4 | Hardan 15' Al Shamli 56' | Verslag |               | Sultan Qaboos Sports Complex, Masqat Toeschouwers: 5.000 Scheidsrechter: Mohsen Basma |

|                              |                            |         |               |                                                                                      |
| 27 november 2011 14:00 UTC+9 | Zuid-Korea                 | 1 - 0   | Saoedi-Arabië | Seoul World Cup Stadion, Seoel Toeschouwers: 27.224 Scheidsrechter: Yuichi Nishimura |
| 27 november 2011 14:00 UTC+9 | Cho Young-Cheol 33' (pen.) | Verslag |               | Seoul World Cup Stadion, Seoel Toeschouwers: 27.224 Scheidsrechter: Yuichi Nishimura |

|                              |                |                        |             |                                                                                   |
| 27 november 2011 19:00 UTC+4 | Oman           | 3 - 0 (reglementair) 1 | Qatar       | Sultan Qaboos Sports Complex, Masqat Toeschouwers: 10.000 Scheidsrechter: Tan Hai |
| 27 november 2011 19:00 UTC+4 | Al-Maqbali 11' | Verslag                | 88' Khalfan | Sultan Qaboos Sports Complex, Masqat Toeschouwers: 10.000 Scheidsrechter: Tan Hai |

1Oorspronkelijke uitslag 1-1 omgezet in een 3-0 nederlaag voor Qatar in verband met het ongerechtigd spelen van de geschorste Abdelaziz Hatem.
|                             |                           |         |                              |                                                                       |
| 5 februari 2012 18:00 UTC+3 | Qatar                     | 2 - 2   | Oman                         | Al-Sadd Stadium, Doha Toeschouwers: 2.707 Scheidsrechter: Peter Green |
| 5 februari 2012 18:00 UTC+3 | Khalfan 26' Al Haidos 86' | Verslag | 34' Al-Maqbali 76' Al Hadhri | Al-Sadd Stadium, Doha Toeschouwers: 2.707 Scheidsrechter: Peter Green |

|                             |               |         |                    |                                                                                          |
| 5 februari 2012 20:35 UTC+3 | Saoedi-Arabië | 1 - 1   | Zuid-Korea         | Prince Mohamed bin Fahd Stadium, Dammam Toeschouwers: 3.000 Scheidsrechter: Ben Williams |
| 5 februari 2012 20:35 UTC+3 | Khudari 60'   | Verslag | 90+1' Kim Bo Kyung | Prince Mohamed bin Fahd Stadium, Dammam Toeschouwers: 3.000 Scheidsrechter: Ben Williams |

|                              |                          |         |                   |                                                                       |
| 22 februari 2012 18:15 UTC+3 | Qatar                    | 2 - 1   | Saoedi-Arabië     | Al-Sadd Stadium, Doha Toeschouwers: 2.270 Scheidsrechter: Minoru Tōjō |
| 22 februari 2012 18:15 UTC+3 | Al Haidos 43' Nabeel 78' | Verslag | Walibi 12' (pen.) | Al-Sadd Stadium, Doha Toeschouwers: 2.270 Scheidsrechter: Minoru Tōjō |

|                              |      |         |                                                     |                                                                                   |
| 22 februari 2012 18:30 UTC+4 | Oman | 0 - 3   | Zuid-Korea                                          | Al Seeb Sports Stadium, Seeb Toeschouwers: 10.000 Scheidsrechter: Alireza Faghani |
| 22 februari 2012 18:30 UTC+4 |      | Verslag | 1' Nam Tae-Hee 68' Kim Hyun-Sung 71' Baek Sung-Dong | Al Seeb Sports Stadium, Seeb Toeschouwers: 10.000 Scheidsrechter: Alireza Faghani |

|                           |                 |         |               |                                                                                           |
| 14 maart 2012 14:00 UTC+3 | Saoedi-Arabië   | 1 - 1   | Oman          | Prince Mohamed bin Fahd Stadium, Dammam Toeschouwers: 150 Scheidsrechter: Nawaf Shukralla |
| 14 maart 2012 14:00 UTC+3 | Al Muwallad 56' | Verslag | 43' Al-Hadhri | Prince Mohamed bin Fahd Stadium, Dammam Toeschouwers: 150 Scheidsrechter: Nawaf Shukralla |

|                           |            |       |       |                                                                                        |
| 14 maart 2012 20:00 UTC+9 | Zuid-Korea | 0 - 0 | Qatar | Seoul World Cup Stadion, Seoel Toeschouwers: 23.327 Scheidsrechter: Valentin Kovalenko |
| 14 maart 2012 20:00 UTC+9 | Verslag    |       |       | Seoul World Cup Stadion, Seoel Toeschouwers: 23.327 Scheidsrechter: Valentin Kovalenko |

### Groep B
| Team                         | Gsp | GW | G | V | DV | DT | DS | Pts |
| ---------------------------- | --- | -- | - | - | -- | -- | -- | --- |
| Verenigde Arabische Emiraten | 6   | 4  | 2 | 0 | 8  | 2  | +6 | 14  |
| Oezbekistan                  | 6   | 2  | 2 | 2 | 7  | 5  | +2 | 8   |
| Irak                         | 6   | 1  | 2 | 3 | 2  | 7  | -5 | 5   |
| Australië                    | 6   | 0  | 4 | 2 | 0  | 3  | -3 | 4   |

|                               |                             |         |      |                                                                        |
| 21 september 2011 18:00 UTC+5 | Oezbekistan                 | 2 - 0   | Irak | JAR Stadium, Tashkent Toeschouwers: 7.223 Scheidsrechter: Kim Dong-Jin |
| 21 september 2011 18:00 UTC+5 | Abdukholiqov 71' Turaev 78' | Verslag |      | JAR Stadium, Tashkent Toeschouwers: 7.223 Scheidsrechter: Kim Dong-Jin |

|                                  |           |       |                              |                                                                             |
| 21 september 2011 19:00 UTC+9:30 | Australië | 0 - 0 | Verenigde Arabische Emiraten | Hindmarsh Stadium, Adelaide Toeschouwers: 2.390 Scheidsrechter: Minoru Tōjō |
| 21 september 2011 19:00 UTC+9:30 | Verslag   |       |                              | Hindmarsh Stadium, Adelaide Toeschouwers: 2.390 Scheidsrechter: Minoru Tōjō |

|                              |         |       |           |                                                                                  |
| 22 november 2011 17:15 UTC+3 | Irak    | 0 - 0 | Australië | Al Arabi Stadium, Doha (Qatar) Toeschouwers: 200 Scheidsrechter: Andre El Haddad |
| 22 november 2011 17:15 UTC+3 | Verslag |       |           | Al Arabi Stadium, Doha (Qatar) Toeschouwers: 200 Scheidsrechter: Andre El Haddad |

|                              |                              |       |             | |
| 23 november 2011 18:20 UTC+4 | Verenigde Arabische Emiraten | 0 - 0 | Oezbekistan | Sheikh Khalifa International Stadium, Al Ain Toeschouwers: 4.110 Scheidsrechter: Malik Abdul Bashir |
| 23 november 2011 18:20 UTC+4 | Verslag                      |       |             | Sheikh Khalifa International Stadium, Al Ain Toeschouwers: 4.110 Scheidsrechter: Malik Abdul Bashir |

|                               |           |       |             |                                                                                       |
| 27 november 2011 19:15 UTC+11 | Australië | 0 - 0 | Oezbekistan | Parramatta Stadium, Parramatta Toeschouwers: 2.604 Scheidsrechter: Abdullah Al Hilali |
| 27 november 2011 19:15 UTC+11 | Verslag   |       |             | Parramatta Stadium, Parramatta Toeschouwers: 2.604 Scheidsrechter: Abdullah Al Hilali |

|                              |                              |                        |                            | |
| 27 november 2011 18:20 UTC+4 | Verenigde Arabische Emiraten | 3 - 0 (reglementair) 2 | Irak                       | Sheikh Khalifa International Stadium, Al Ain Toeschouwers: 6.432 Scheidsrechter: Abdulrahman Hussain |
| 27 november 2011 18:20 UTC+4 |                              | Verslag                | 21' Abdul-Raheem 77' Sabah | Sheikh Khalifa International Stadium, Al Ain Toeschouwers: 6.432 Scheidsrechter: Abdulrahman Hussain |

2Oorspronkelijke uitslag 0-2 winst omgezet in een 3-0 nederlaag voor Irak in verband met het ongerechtigd spelen van de geschorste Faisal Jassim.
|                             |                       |         |           |                                                                                         |
| 5 februari 2012 15:00 UTC+5 | Oezbekistan           | 2 - 0   | Australië | JAR Stadium, Tashkent Toeschouwers: 4.527 Scheidsrechter: Abdullah Dor Mohammad Balideh |
| 5 februari 2012 15:00 UTC+5 | Turaev 27' Zoteev 85' | Verslag |           | JAR Stadium, Tashkent Toeschouwers: 4.527 Scheidsrechter: Abdullah Dor Mohammad Balideh |

|                             |      |         |                              |                                                                                                   |
| 5 februari 2012 16:45 UTC+3 | Irak | 0 - 1   | Verenigde Arabische Emiraten | Al Arabi Stadium, Doha (Qatar) Toeschouwers: 420 Scheidsrechter: Nawaf Abdulla Ghayyath Shukralla |
| 5 februari 2012 16:45 UTC+3 |      | Verslag | 3' Al Abry                   | Al Arabi Stadium, Doha (Qatar) Toeschouwers: 420 Scheidsrechter: Nawaf Abdulla Ghayyath Shukralla |

|                              |                                          |         |             |                                                                          |
| 21 februari 2012 16:45 UTC+3 | Irak                                     | 2 - 1   | Oezbekistan | Al Arabi Stadium, Doha (Qatar) Toeschouwers: 100 Scheidsrechter: Tan Hai |
| 21 februari 2012 16:45 UTC+3 | 45+2' (pen.) M. Abdullah 88' Abdul-Ameer | Verslag | Musaev 23'  | Al Arabi Stadium, Doha (Qatar) Toeschouwers: 100 Scheidsrechter: Tan Hai |

|                              |                              |         |           |                                                                                      |
| 22 februari 2012 17:30 UTC+4 | Verenigde Arabische Emiraten | 1 - 0   | Australië | Mohammed Bin Zayidstadion, Abu Dhabi Toeschouwers: 28.734 Scheidsrechter: Lee Min Hu |
| 22 februari 2012 17:30 UTC+4 | Abdulrahman 23'              | Verslag |           | Mohammed Bin Zayidstadion, Abu Dhabi Toeschouwers: 28.734 Scheidsrechter: Lee Min Hu |

|                           |                       |         |                              |                                                                        |
| 14 maart 2012 18:00 UTC+5 | Oezbekistan           | 2 - 3   | Verenigde Arabische Emiraten | JAR Stadium, Tashkent Toeschouwers: 7.600 Scheidsrechter: Masaaki Toma |
| 14 maart 2012 18:00 UTC+5 | Zoteev 34' Musaev 47' | Verslag | 51', 55' Khalil 90+3' Saleh  | JAR Stadium, Tashkent Toeschouwers: 7.600 Scheidsrechter: Masaaki Toma |

|                            |           |       |      |                                                                                     |
| 14 maart 2012 19:30 UTC+11 | Australië | 0 - 0 | Irak | Central Coast Stadium, Gosford Toeschouwers: 2.071 Scheidsrechter: Yuichi Nishimura |
| 14 maart 2012 19:30 UTC+11 | Verslag   |       |      | Central Coast Stadium, Gosford Toeschouwers: 2.071 Scheidsrechter: Yuichi Nishimura |

### Groep C
| Team     | Gsp | GW | G | V | DV | DT | DS  | Pts |
| -------- | --- | -- | - | - | -- | -- | --- | --- |
| Japan    | 6   | 5  | 0 | 1 | 13 | 3  | +10 | 15  |
| Syrië    | 6   | 4  | 0 | 2 | 12 | 6  | +6  | 12  |
| Bahrein  | 6   | 3  | 0 | 3 | 8  | 11 | -3  | 9   |
| Maleisië | 6   | 0  | 0 | 6 | 3  | 16 | -13 | 0   |

|                               |                          |         |          |                                                                                               |
| 21 september 2011 20:00 UTC+9 | Japan                    | 2 - 0   | Maleisië | Best Amenity Stadium, Tosu Toeschouwers: 22.504 Scheidsrechter: Abdullah Dor Mohammad Balideh |
| 21 september 2011 20:00 UTC+9 | Higashi 10' Yamazaki 76' | Verslag |          | Best Amenity Stadium, Tosu Toeschouwers: 22.504 Scheidsrechter: Abdullah Dor Mohammad Balideh |

|                               |                             |         |                    | |
| 21 september 2011 19:00 UTC+3 | Syrië                       | 3 - 1   | Bahrein            | King Abdullah Stadium, Amman (Jordanië) Toeschouwers: 200 Scheidsrechter: Ali Hamad Madhad Saif Albadwawi |
| 21 september 2011 19:00 UTC+3 | Fares 15' Mardkian 45', 54' | Verslag | 85' (pen.) Shubbar | King Abdullah Stadium, Amman (Jordanië) Toeschouwers: 200 Scheidsrechter: Ali Hamad Madhad Saif Albadwawi |

|                              |         |         |                      |                                                                                     |
| 22 november 2011 17:30 UTC+3 | Bahrein | 0 - 2   | Japan                | Bahrain National Stadium, Riffa Toeschouwers: 2.000 Scheidsrechter: Alireza Faghani |
| 22 november 2011 17:30 UTC+3 |         | Verslag | 44' Otsu 66' Higashi | Bahrain National Stadium, Riffa Toeschouwers: 2.000 Scheidsrechter: Alireza Faghani |

|                              |          |         |                         |                                                                                            |
| 23 november 2011 20:45 UTC+8 | Maleisië | 0 - 2   | Syrië                   | Stadium Nasional Bukit Jalil, Kuala Lumpur Toeschouwers: 30.000 Scheidsrechter: Lee Min-Hu |
| 23 november 2011 20:45 UTC+8 |          | Verslag | 50' Solaiman 88' Nasouh | Stadium Nasional Bukit Jalil, Kuala Lumpur Toeschouwers: 30.000 Scheidsrechter: Lee Min-Hu |

|                              |                     |         |             |                                                                           |
| 27 november 2011 19:21 UTC+9 | Japan               | 2 - 1   | Syrië       | Olympisch Stadion, Tokio Toeschouwers: 25.482 Scheidsrechter: Peter Green |
| 27 november 2011 19:21 UTC+9 | Hamada 45' Otsu 86' | Verslag | 75' Al Suma | Olympisch Stadion, Tokio Toeschouwers: 25.482 Scheidsrechter: Peter Green |

|                              |                      |         |                            | |
| 27 november 2011 20:45 UTC+8 | Maleisië             | 2 - 3   | Bahrein                    | Stadium Nasional Bukit Jalil, Kuala Lumpur Toeschouwers: 30.000 Scheidsrechter: Valentin Kovalenko |
| 27 november 2011 20:45 UTC+8 | Nazmi 28' Mahali 69' | Verslag | 80' Al Amer 84', 86' Ahmed | Stadium Nasional Bukit Jalil, Kuala Lumpur Toeschouwers: 30.000 Scheidsrechter: Valentin Kovalenko |

|                             |                               |         |             | |
| 5 februari 2012 14:05 UTC+3 | Syrië                         | 2 - 1   | Japan       | King Abdullah Stadium, Amman (Jordanië) Toeschouwers: 500 Scheidsrechter: Abdul Malik Abdul Bashir |
| 5 februari 2012 14:05 UTC+3 | Osako 19' (e.d.) Al Salih 90' | Verslag | 45+1' Nagai | King Abdullah Stadium, Amman (Jordanië) Toeschouwers: 500 Scheidsrechter: Abdul Malik Abdul Bashir |

|                             |                           |         |               |                                                                                                  |
| 5 februari 2012 18:30 UTC+3 | Bahrein                   | 2 - 1   | Maleisië      | Bahrain National Stadium, Riffa Toeschouwers: 2.000 Scheidsrechter: Abdulrahman Mohammed Hussain |
| 5 februari 2012 18:30 UTC+3 | Alalawi 25' Al Farhan 88' | Verslag | 85' Bin Bakri | Bahrain National Stadium, Riffa Toeschouwers: 2.000 Scheidsrechter: Abdulrahman Mohammed Hussain |

|                              |                   |         |             |                                                                                              |
| 22 februari 2012 18:30 UTC+3 | Bahrein           | 2 - 1   | Syrië       | Bahrain National Stadium, Riffa Toeschouwers: 600 Scheidsrechter: Abdullah Mohamed Al Hilali |
| 22 februari 2012 18:30 UTC+3 | Al Alawi 12', 89' | Verslag | 86' Aldouni | Bahrain National Stadium, Riffa Toeschouwers: 600 Scheidsrechter: Abdullah Mohamed Al Hilali |

|                              |          |         |                                             |                                                                                         |
| 22 februari 2012 21:00 UTC+8 | Maleisië | 0 - 4   | Japan                                       | Stadium Nasional Bukit Jalil, Kuala Lumpur Scheidsrechter: Mohamed Abdelkarim Alzarooni |
| 22 februari 2012 21:00 UTC+8 |          | Verslag | 35' Sakai 44' Osako 55' Haraguchi 60' Saito | Stadium Nasional Bukit Jalil, Kuala Lumpur Scheidsrechter: Mohamed Abdelkarim Alzarooni |

|                           |                               |         |          |                                                                                              |
| 14 maart 2012 13:00 UTC+2 | Syrië                         | 3 - 0   | Maleisië | King Abdullah Stadium, Amman (Jordanië) Toeschouwers: 600 Scheidsrechter: Abdullah Al Hilali |
| 14 maart 2012 13:00 UTC+2 | Mardkian 48', 68' Al Soma 80' | Verslag |          | King Abdullah Stadium, Amman (Jordanië) Toeschouwers: 600 Scheidsrechter: Abdullah Al Hilali |

|                           |                          |         |         |                                                                            |
| 14 maart 2012 20:00 UTC+9 | Japan                    | 2 - 0   | Bahrein | Olympisch Stadion, Tokio Toeschouwers: 36.233 Scheidsrechter: Kim Dong-Jin |
| 14 maart 2012 20:00 UTC+9 | Ogihara 55' Kiyotake 59' | Verslag |         | Olympisch Stadion, Tokio Toeschouwers: 36.233 Scheidsrechter: Kim Dong-Jin |

## Play-off ronde
De drie nummers 2 van de tweede ronde spelen een toernooi in Hanoi, Vietnam van 25 tot 29 maart 2012. De groepswinnaar plaatst zich voor de intercontinentale play-off.
| Team        | Gsp | GW | G | V | DV | DT | DS | Pts |
| ----------- | --- | -- | - | - | -- | -- | -- | --- |
| Oman        | 2   | 1  | 1 | 0 | 3  | 1  | +2 | 4   |
| Oezbekistan | 2   | 1  | 0 | 1 | 2  | 3  | -1 | 3   |
| Syrië       | 2   | 0  | 1 | 1 | 2  | 3  | -1 | 1   |

|                           |               |         |                      |                                                                                   |
| 25 maart 2012 19:05 UTC+7 | Syrië         | 1 – 1   | Oman                 | Mỹ Đình Nationaal Stadium, Hanoi Toeschouwers: 1.500 Scheidsrechter: Ben Williams |
| 25 maart 2012 19:05 UTC+7 | Aldouni 90+5' | Verslag | 44' (pen.) Al-Hadhri | Mỹ Đình Nationaal Stadium, Hanoi Toeschouwers: 1.500 Scheidsrechter: Ben Williams |

|                           |                       |         |            |                                                                                      |
| 27 maart 2012 20:00 UTC+7 | Oezbekistan           | 2 – 1   | Syrië      | Mỹ Đình Nationaal Stadium, Hanoi Toeschouwers: 1.000 Scheidsrechter: Alireza Faghani |
| 27 maart 2012 20:00 UTC+7 | Turaev 73' Zoteev 88' | Verslag | 14' Shahen | Mỹ Đình Nationaal Stadium, Hanoi Toeschouwers: 1.000 Scheidsrechter: Alireza Faghani |

|                           |                                  |         |             |                                                                                         |
| 29 maart 2012 19:00 UTC+7 | Oman                             | 2 – 0   | Oezbekistan | Mỹ Đình Nationaal Stadium, Hanoi Toeschouwers: 1.300 Scheidsrechter: Malik Abdul Bashir |
| 29 maart 2012 19:00 UTC+7 | Al-Hadhri 16' (pen.) Saleh 45+2' | Verslag |             | Mỹ Đình Nationaal Stadium, Hanoi Toeschouwers: 1.300 Scheidsrechter: Malik Abdul Bashir |

## Intercontinentale play-off
Wedstrijd in Coventry, Verenigd Koninkrijk op 23 april 2012 tussen de winnaar van de Aziatische play-off ronde en de nummer 4 van de Afrikaanse kwalificatie. De winnaar plaatste zich voor de Olympische Spelen 2012.
|                           |                   |       |      |                                                                                     |
| 23 april 2012 19:45 UTC+1 | Senegal           | 2 – 0 | Oman | City of Coventry Stadium, Coventry Toeschouwers: 11.611 Scheidsrechter: Howard Webb |
| 23 april 2012 19:45 UTC+1 | Baldé 2' Sané 87' |       |      | City of Coventry Stadium, Coventry Toeschouwers: 11.611 Scheidsrechter: Howard Webb |